# Théorème de Pythagore
Cette page contient des caractères spéciaux ou non latins. S’ils s’affichent mal (▯, ?, etc.), consultez la page d’aide Unicode.

Relation entre les longueurs des côtés dans un triangle rectangle.

Le théorème de Pythagore est un théorème de géométrie euclidienne qui met en relation les longueurs des côtés dans un triangle rectangle. Il s'énonce fréquemment sous la forme suivante : 
Dans un triangle rectangle, le carré de la longueur de l’hypoténuse (ou côté opposé à l'angle droit) est égal à la somme des carrés des longueurs des deux autres côtés.
Ce théorème permet notamment de calculer l’une des longueurs à partir des deux autres.
Il doit son nom à Pythagore de Samos, philosophe de la Grèce antique du VIe siècle av. J.-C. ; cependant, le résultat était connu plus de mille ans auparavant en Mésopotamie et a vraisemblablement été découvert indépendamment dans plusieurs autres cultures.
La plus ancienne démonstration qui nous soit parvenue est due à Euclide, vers 300 av. J.-C. Même si les mathématiciens grecs en connaissaient sûrement une auparavant, rien ne permet de l'attribuer de façon certaine à Pythagore.
Les premières démonstrations historiques reposent en général sur des méthodes de calcul d’aire par découpage et déplacement de figures géométriques. Inversement, la conception moderne de la géométrie euclidienne est fondée sur une notion de distance qui est définie pour respecter ce théorème.
Divers autres énoncés généralisent le théorème à des triangles quelconques, à des figures de plus grande dimension telles que les tétraèdres, ou en géométrie non euclidienne comme à la surface d’une sphère.
Plus généralement, ce théorème a de nombreuses applications dans divers domaines très différents (architecture, ingénierie…), encore aujourd'hui, et a permis nombres d'avancées technologiques à travers l'histoire.

## Énoncés

### Théorème

Une représentation géométrique du théorème : l’aire du grand carré bleu ciel est la somme des aires des deux autres carrés.

La forme la plus connue du théorème de Pythagore est la suivante :
| Théorème de Pythagore — Dans un triangle rectangle, le carré de la longueur de l’hypoténuse est égal à la somme des carrés des longueurs des deux autres côtés. |

En particulier, la longueur de l’hypoténuse est donc toujours supérieure à celle de chaque autre côté.
Le terme « longueur » est parfois omis, chaque côté étant assimilé à sa longueur. Toutefois l’élévation au carré (algébrique), qui n’a de sens que pour une grandeur numérique comme la longueur, correspond à la construction d’un carré (géométrique) sur chaque côté du triangle. Certaines démonstrations du théorème s’appuient d’ailleurs sur une égalité d’aires entre le carré construit sur l’hypoténuse et la réunion des carrés construits sur les deux autres côtés.
En nommant les sommets du triangle, le théorème peut se reformuler dans l’implication suivante :
| Théorème de Pythagore — Si un triangle ABC est rectangle en C, alors AB2 = AC2 + BC2. Avec les notations usuelles AB = c, AC = b et BC = a (cf. figure ci-dessous), la formule s’écrit encore : a2 + b2 = c2, on peut alors isoler c en appliquant l'opération de la racine carrée à l'égalité pour écrire: c = √a2 + b2 |

Par contraposée :
| Théorème — Si AB2 n’est pas égal à AC2 + BC2 alors le triangle n’est pas rectangle en C. |

### Réciproque
L’implication réciproque est également vraie :
Réciproque du théorème de Pythagore — Si AB2 = AC2 + BC2 alors le triangle ABC est rectangle en C.
Pour une formulation sans notations des sommets, le terme « hypoténuse » n'est utilisable qu'une fois acquis que le triangle est rectangle :
Réciproque du théorème de Pythagore — Si dans un triangle, le carré de la longueur d'un côté est égal à la somme des carrés des longueurs des deux autres côtés, alors ce triangle est rectangle et son hypoténuse est le plus grand côté.
Par contraposée de la réciproque :
Théorème — Si un triangle ABC n’est pas rectangle en C, alors AB2 n’est pas égal à AC2 + BC2.
La réciproque se déduit du théorème lui-même et d'un cas d'« égalité » des triangles : si l'on construit un triangle rectangle en C de sommets A, C et B', avec CB' = CB, on a AB = AB' par le théorème de Pythagore, donc un triangle isométrique au triangle initial (les trois côtés sont deux à deux de même longueur). L'angle en C du triangle initial ABC, identique à celui du triangle AB'C, est donc droit.

### Équivalence
Comme la réciproque est vraie, on dit que l'on a une équivalence : la propriété sur les carrés des longueurs des côtés du triangle est une condition nécessaire et suffisante pour qu'il soit dit rectangle en C :
Théorème — Un triangle ABC est rectangle en C si et seulement si AB2 = AC2 + BC2.

### Triplets pythagoriciens
Quand trois nombres entiers vérifient la même relation que celle donnée par le théorème de Pythagore pour les côtés d'un triangle rectangle, c'est-à-dire que le carré du plus grand est la somme des carrés des deux autres, on les nomme « triplets pythagoriciens ». Le plus simple et le plus connu est le triplet (3,4,5) : 32 + 42 = 52. D'après la réciproque du théorème de Pythagore, un triangle dont les longueurs des côtés sont 3, 4 et 5 est rectangle.

## Applications

### Arpentage

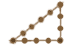
Corde à treize nœuds (le dernier superposé au premier) disposée en triangle rectangle.

D’après la réciproque du théorème de Pythagore, si un triangle a des côtés de longueurs 3, 4 et 5 (par rapport à une unité quelconque) alors il est rectangle.
Ce cas particulier de triplet pythagoricien justifie l’usage de la corde à treize nœuds, qui permettait de mesurer des distances mais aussi d’obtenir un angle droit sans équerre rigide en répartissant les douze intervalles qui séparent les nœuds sur les trois côtés d’un triangle de dimensions 3 – 4 – 5.

### Nature d'un triangle
Le théorème (ou plutôt sa contraposée) et sa réciproque montrent que la relation donnée entre les longueurs des côtés est une propriété caractéristique des triangles rectangles, ce qui permet de l’utiliser comme test dans la détermination de la nature d’un triangle :
- si AB2 = AC2 + BC2 alors le triangle est rectangle en C ;
- si AB2 n’est pas égal à AC2 + BC2 alors le triangle n’est pas rectangle en C.

En effectuant le test pour le sommet opposé au plus grand côté du triangle (seul sommet susceptible d'abriter l'angle droit), on peut déterminer si le triangle est rectangle ou non à partir des longueurs de ses côtés.

### Distance euclidienne

L'égalité comme cas particulier du théorème de Pythagore.

Dans le plan muni d’un repère orthonormé, la distance entre deux points s’exprime en fonction de leurs coordonnées cartésiennes à l’aide du théorème de Pythagore par :
{\displaystyle AB{=}{\sqrt {(x_{B}-x_{A})^{2}+(y_{B}-y_{A})^{2}}}}.
Cette formule est analogue à celle qui donne la norme d’un vecteur de coordonnées (x ; y) dans une base orthonormée :
{\displaystyle \lVert {\vec {u}}\rVert ={\sqrt {x^{2}+y^{2}}}}.
Ces formules se généralisent en dimension plus grande.

### Relation trigonométrique
En considérant le cosinus et le sinus d’un angle α comme l'abscisse et l'ordonnée d’un point du cercle trigonométrique repéré par cet angle, et le rayon du cercle trigonométrique de longueur 1 comme l'hypoténuse, le théorème de Pythagore permet d’écrire :

## Histoire

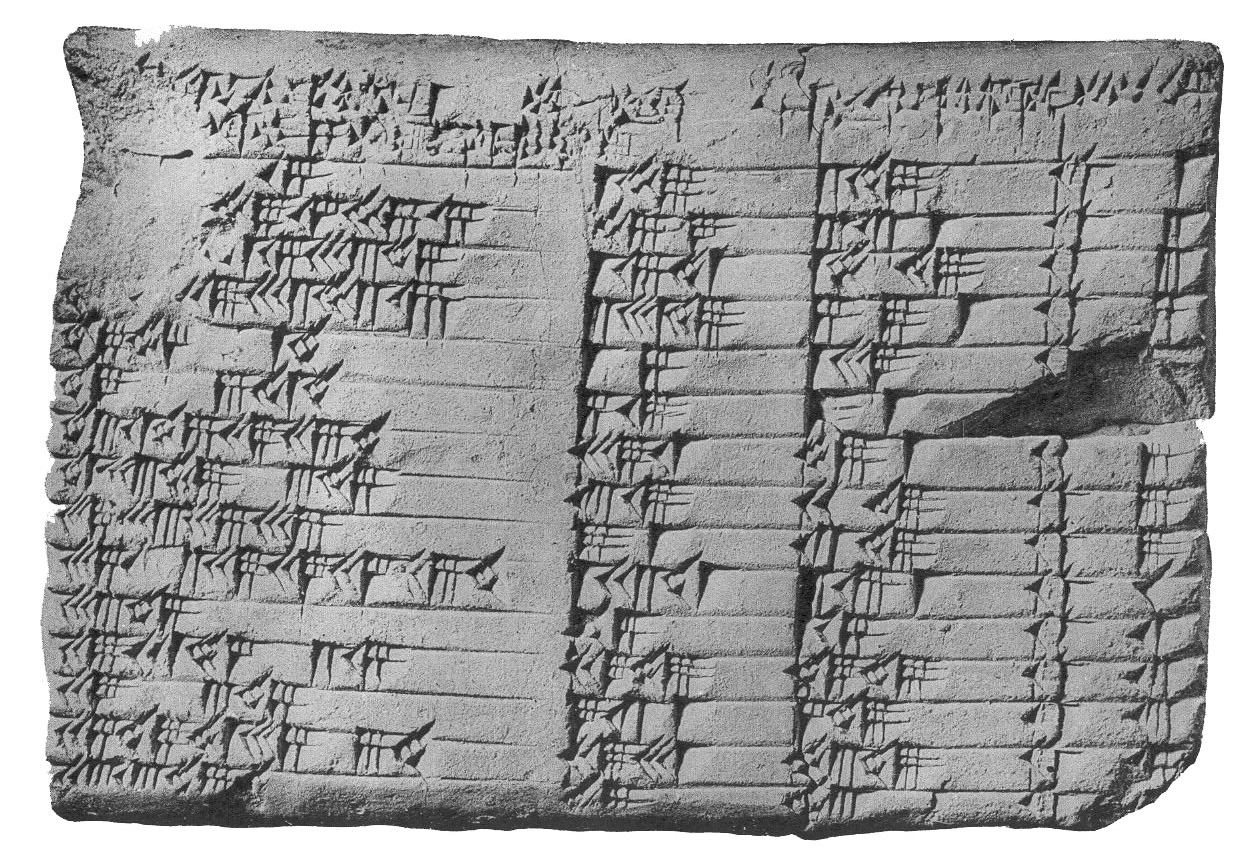
La tablette Plimpton 322, datant d'environ 1800 av. J.-C., donne une liste de nombres disposés en colonnes avec des en-têtes ; deux des colonnes correspondent à l'hypoténuse et au plus petit côté d'un triangle rectangle, ainsi que l'annoncent les entêtes.

Pythagore vivait au VIe siècle av. J.-C., mais l'histoire du théorème de Pythagore commence plus d'un millénaire auparavant, comme en témoignent plusieurs tablettes d'argile de la période paléo-babylonienne. Il n'y a aucune preuve archéologique qui permette de remonter plus avant, même si quelques hypothèses existent.
Ainsi, les travaux d'Alexander Thom, qui imagine une organisation de sites mégalithiques datant du XXVe siècle av. J.-C. en Grande-Bretagne et en France utilisant triangles rectangles et triplets pythagoriciens, sont fortement contestés. L'hypothèse parfois avancée que le théorème aurait été connu de l'Égypte ancienne dès le Moyen Empire paraît elle aussi difficile à établir.

### Mésopotamie

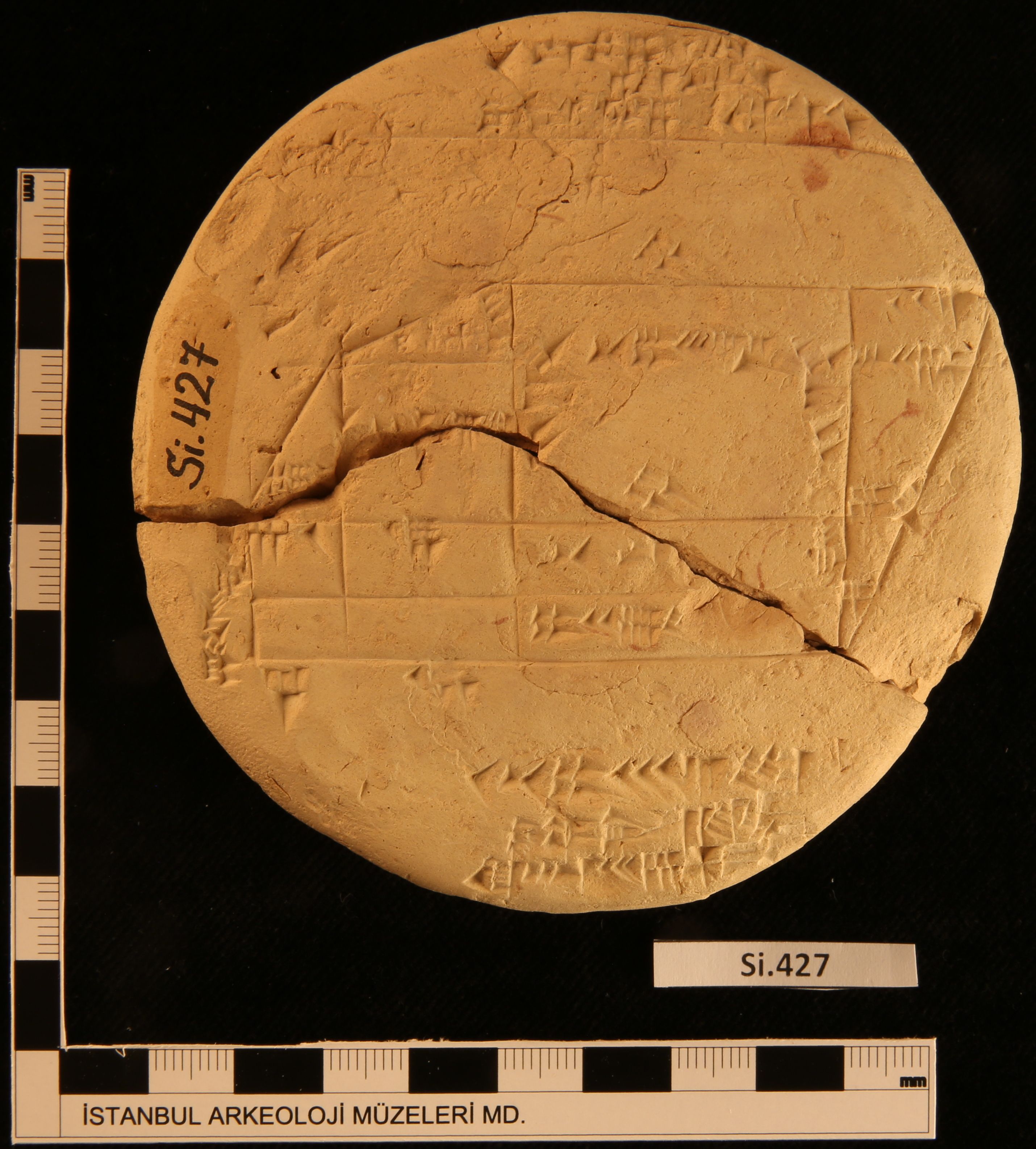
Tablette Si427.

Illustration d'un problème posé (sans cette illustration) à l'époque paléo-babylonienne sur la tablette d'argile BM 85196 (entre 2000 et -1600), et que l'on peut formuler ainsi : une perche de longueur 30 unités est posée verticalement contre un mur, l'extrémité haute glisse verticalement vers le bas de 6 unités, de combien l'extrémité basse glisse-t-elle horizontalement ? La « règle de Pythagore » donne la solution, à savoir = 18 unités. On retrouve plus tard ce problème de la perche ou du roseau posé contre un mur sur les papyrus égyptiens de l'époque ptolémaïque, les tablettes séleucides. Il devient un classique des mathématiques arabes, et on le pose encore de nos jours.

Les historiens des mathématiques et assyriologues ont découvert à la fin des années 1920 que s'était forgée en Mésopotamie (l'ancien Irak), à l'époque paléo-babylonienne, une culture mathématique dont l'objet n'était pas purement utilitariste (numération mésopotamienne finale : sexagésimale positionnelle avec base décimale accessoire).
Plusieurs des tablettes d'argile qui ont été retrouvées et analysées montrent que la relation entre les longueurs des côtés du rectangle et celle de sa diagonale (soit entre les longueurs des côtés d’un triangle rectangle) était connue et utilisée pour résoudre des problèmes calculatoires.
Des « tablettes cadastrales » (dont la plus ancienne date de 2340 à 2200 av. J.-C.) établies pour le commerce ou l'administration de parcelles exposent ainsi cette connaissance. La tablette Si427, datant de 1900 à 1600 av. J.-C., a été redécouverte par Daniel Mansfield en 2020 au Istanbul Arkeoloji Müzeleri. Découverte à Sippar (Irak), elle montre ainsi un terrain avec tour, aire de battage et marécage dont une des parcelles a été mise en vente par son propriétaire. Elle présente des découpes de trapèzes et de triangles rectangles ainsi que quelques triplets pythagoriciens.
La tablette Plimpton 322 (vers 1800 av. J.-C.) donne une liste ordonnée de nombres associés à des triplets pythagoriciens, soit des entiers (a, b, c) satisfaisant la relation a2 + b2 = c2. La tablette ne donne que deux nombres du triplet, mais les associe explicitement au plus petit côté et à la diagonale d'un rectangle,.
Il n'y a pas trace cependant de l'énoncé d'un théorème et les historiens préfèrent souvent utiliser un autre mot : certains parlent par exemple de « règle de la diagonale » ou de « règle de Pythagore ». Ni celle-ci, ni le principe qui la sous-tend ne sont explicitement énoncés non plus, mais les exemples montrent bien qu'une règle générale est connue.
La datation et l'origine exacte des tablettes d'argile ne sont pas toujours évidentes, beaucoup de celles-ci ont été achetées sur le marché des antiquités comme la tablette Plimpton 322, mais les historiens peuvent s'appuyer sur des éléments linguistiques, et les similarités avec celles dont l'origine est connue, ayant été obtenues par des fouilles archéologiques régulières. Les traces que l'on a des cultures antérieures rendent peu vraisemblable la découverte de la « règle de Pythagore » avant 2300 av. J.-C., celle-ci pourrait apparaître entre 2025 et 1825 av. J.-C..

### Inde
En Inde, un énoncé du théorème, sous sa forme la plus générale, apparaît dans l'Apastamba (en), l'un des Śulba-Sūtras, ces traités du cordeau qui codifient les règles des constructions destinées aux rituels védiques. Ceux-ci ont été rédigés entre le VIIIe et le IVe siècle avant notre ère (par ailleurs certains triplets pythagoriciens sont mentionnés dans des textes bien antérieurs). Les Sulbasutras parlent du rectangle et de sa diagonale, plutôt que de triangle.

### Chine
Le théorème apparaît également en Chine dans le Zhoubi Suanjing (le Classique mathématique du Gnomon des Zhou), un des plus anciens ouvrages mathématiques chinois. Ce dernier, écrit probablement durant la dynastie Han (206 à 220 av. J.-C.), regroupe des techniques de calcul datant de la dynastie Zhou (Xe siècle av. J.-C. à 256 av. J.-C.). Le théorème ou procédure s’énonce de la manière suivante :

« En réunissant l’aire (mi) de la base (gou) et l’aire de la hauteur (gu), on engendre l’aire de l’hypoténuse. »

Mais la question se pose de savoir si ce théorème — ou cette procédure — était muni ou non d’une démonstration. Sur ce point, les avis sont partagés. Le théorème, sous le nom de Gougu (à partir des mots « base » et « altitude »), est repris dans le Jiuzhang suanshu (Les Neuf Chapitres sur l'art mathématique, 100 à 50 av. J.-C.), avec une démonstration, utilisant un découpage et une reconstitution, qui ne ressemble pas à celle d’Euclide et qui illustre l'originalité du système démonstratif chinois.

### Égypte ancienne
Aucun texte connu de l'Égypte antique ne permet d'attribuer aux Égyptiens une connaissance en rapport avec le théorème de Pythagore avant un document écrit sur papyrus en démotique, généralement daté vers 300 av. J.-C., qui mentionne trois triplets pythagoriciens. Ceci peut tenir à la fragilité du support employé : peu de textes mathématiques de l'Égypte antique nous sont parvenus. Mais le plus notable d'entre eux, le papyrus Rhind, une copie effectuée vers 1650 av. J.-C. d'un document datant de 1800 av. J.-C., apparaît comme une somme des connaissances mathématiques de l'époque. Or ni triplets pythagoriciens, ni rien en rapport avec le théorème n'y apparaît, ce qui laisse penser qu'il est ignoré à ces dates.
Il n'est cependant pas impossible que le triangle rectangle 3-4-5, celui dont les côtés correspondent au triplet pythagoricien le plus simple, soit connu en Égypte dès une époque assez ancienne. Plutarque décrit (à la fin du Ier siècle de notre ère) une interprétation symbolique religieuse du triangle. Mais à l'époque de Plutarque, le syncrétisme religieux a cours dans l'Égypte sous domination romaine, après qu'elle a été gouvernée par les Ptolémées, et il est délicat de déterminer l'origine de cette interprétation, encore plus de la dater.
L'hypothèse de l'utilisation en architecture du triangle 3-4-5 obtenu en utilisant des cordes, éventuellement pourvues de nœuds espacés régulièrement, et tendues en particulier pour tracer des angles droits, est pour le moins discutée,. Les faces de la pyramide de Khephren ont une pente de 4/3, mais il existe des explications simples pour leur construction, qui ne supposent pas la connaissance du triangle correspondant. Pour les tracés horizontaux, au vu de ce que l'on sait des cordes disponibles à l'époque et de leur élasticité, la précision de la méthode ne paraît pas compatible avec celle des constructions de grande dimension de l'Égypte antique, mais pourrait fonctionner pour des salles ou des édifices de plus petite dimension. Ainsi, le tracé d'une voûte elliptique datant de la XXe dynastie découvert par Georges Daressy correspond à une ellipse dont le foyer, le centre et une intersection avec le petit axe forment un triangle 3-4-5. Par ailleurs une ellipse peut, elle-même, se tracer facilement à l'aide d'une corde tendue.
Il reste que la connaissance de ce que le triangle 3-4-5 est droit, même si elle n'a rien d'invraisemblable, n'attesterait de toute façon nullement que les carrés des côtés aient été comparés, encore moins de la connaissance du théorème de Pythagore.

### Les Grecs: de Pythagore à Euclide
Le théorème et sa conclusion, accompagnés de démonstrations, concluent le livre I des Éléments d'Euclide, rédigés probablement au début du IIIe siècle av. J.-C.. Le théorème lui-même est donné à la proposition XLVII sous la forme suivante :

« Aux triangles rectangles, le carré du côté qui soutient l’angle droit est égal aux carrés des deux autres côtés. »

Sa réciproque est la proposition XLVIII :

« Si le carré de l’un des côtés d’un triangle est égal aux carrés des deux autres côtés, l’angle soutenu par ces côtés est droit. »

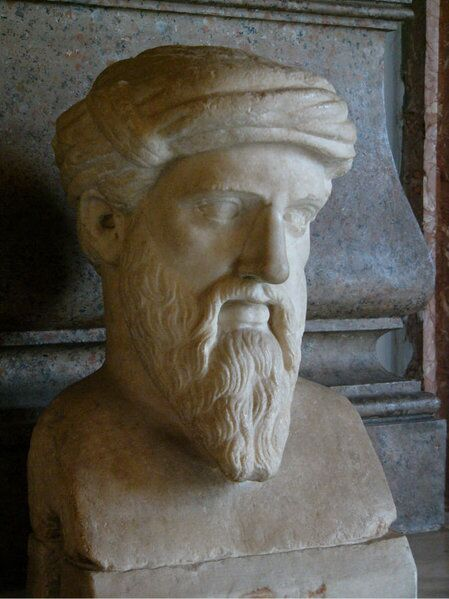
Pythagore, copie ancienne d'un original du milieu du (musées du Capitole).

Proclus dans ses commentaires (autour de l’an 400) relate, avec scepticisme, que certains attribuent à Pythagore la découverte du théorème, et attribue à Euclide la démonstration qu'il donne dans ses Éléments. Les témoignages connus au sujet des contributions mathématiques de Pythagore sont tardifs : ils datent au plus tôt du Ier siècle av. J.-C., alors que Pythagore aurait vécu au VIe siècle avant notre ère. Un distique attribué à Apollodore de Cyzique (IVe siècle av. J.-C.) et cité par Plutarque (Ier siècle de notre ère) pourrait faire exception s'il s'agit bien du théorème, mais Plutarque lui-même en doute. L'identité exacte de l'auteur du distique et donc la date de sa composition n'ont d'ailleurs elles-mêmes rien d'évident. Il n'y a cependant aucun doute que le théorème était connu des Grecs bien avant Euclide ; par exemple, Hippocrate de Chio (Ve siècle av. J.-C.), l'auteur du théorème des deux lunules, ne pouvait l'ignorer. Aussi, certains historiens ont tenté de reconstituer leurs démonstrations, celle d'Euclide ayant pu être contrainte par la structure de son traité axiomatique. Ainsi n'a-t-il pas encore abordé les proportions quand il démontre le théorème de l'hypoténuse au livre I, ce qui lui interdit une démonstration analogue à celle par les triangles semblables.

### Incommensurabilité
Le théorème de Pythagore joue un rôle dans la découverte par les mathématiciens grecs, probablement au Ve siècle av. J.-C., de grandeurs incommensurables (qui ne peuvent pas être mesurées avec une même unité), prémisse des nombres irrationnels, en particulier à travers le cas particulier du triangle rectangle isocèle, pour lequel on dispose d'une démonstration particulièrement simple par duplication du carré : un carré dont le côté sert d’unité a une diagonale dont le carré de la longueur vaut 2.
L'incommensurabilité a pu être mise en évidence géométriquement, sans qu'il soit question de racine carrée donc sans recourir au théorème de Pythagore, mais le théorème de Pythagore autorise une preuve arithmétique, dans le cas de la diagonale du carré en montrant qu'aucune fraction d’entiers n’a de carré égal à 2, soit l'irrationalité de {\displaystyle {\sqrt {2}}}.
Une thèse très répandue chez les historiens jusqu'au milieu du XXe siècle, mais discutée ensuite, est que l'incommensurabilité joue un rôle important dans le développement des mathématiques grecques pré-euclidiennes.

## Démonstrations
Plusieurs centaines de démonstrations différentes ont été répertoriées pour le théorème de Pythagore. La plupart sont construites sur des égalités d’aires obtenues par découpage et recollement, voire en utilisant des rapports d’aires de triangles semblables. La définition du produit scalaire en géométrie repérée fournit aussi une démonstration purement algébrique. De nombreuses autres démonstrations ont été recensées, utilisant des outils mathématiques variés. Léonard de Vinci et le président américain James Garfield en ont proposé. En 2022, deux lycéennes de Louisiane, Ne’kiya Jackson et Calcea Johnson, ont apporté une nouvelle approche par la trigonométrie (en distinguant trigonométrie et cyclotopie pour éviter toute démonstration circulaire), ce qui était auparavant considéré comme impossible,.

### Par soustraction d'aires

Animation prouvant le théorème par réarrangement de quatre triangles rectangles identiques.

Démonstration du théorème par soustraction d’aires égales d’un même carré.

Pour un triangle rectangle donné, il est possible de l’inscrire en quatre exemplaires dans les coins d’un carré dont le côté a pour longueur la somme des longueurs des côtés de l'angle droit. Les quatre hypoténuses forment alors un carré, par égalité de longueur et sachant que chacun de ses angles est supplémentaire des deux angles aigus du triangle.
Avec les notations usuelles, l’aire totale du grand carré vaut donc (a + b)2 et l’aire du carré intérieur vaut c2. La différence est constituée par quatre triangles d’aire ab/2 chacun.
La relation algébrique entre ces aires s’écrit alors (a + b)2 = 4 (ab/2) + c2, c’est-à-dire a2 + 2ab + b2 = 2ab + c2, ce qui revient à a2 + b2 = c2.
Aucun calcul algébrique n'est cependant nécessaire : on peut conclure par un réarrangement des quatre triangles rectangles dans le grand carré, comme celui indiqué sur l'animation ou celui indiqué sur la figure à droite.

### Par des triangles semblables

Le triangle ACB rectangle en C est découpé par la hauteur issue de C en deux triangles rectangles HAC et HCB semblables au triangle initial.

Il n’y a pas trace de la démonstration qu’aurait conçue Pythagore et les historiens envisagent deux types de démonstrations : ou bien une démonstration fondée sur un découpage comme celui de la section précédente ou le puzzle de Gougu, ou bien une démonstration utilisant les proportionnalités des triangles découpés par la hauteur issue de l’angle droit. Une telle démonstration est donnée par Euclide à la proposition 31 du Livre VI des Éléments (pour une généralisation du théorème).
En effet, soit H le pied de la hauteur issue de C dans le triangle ACB rectangle en C. Alors les deux triangles rectangles AHC et CHB sont semblables au triangle initial, par égalités des angles, puisqu'ils partagent à chaque fois un des angles non droits.
Ensuite deux variantes sont possibles.

#### Par les aires des triangles semblables
Cette démonstration s'appuie sur l'égalité des aires :
Aire(AHC) + Aire(CHB) = Aire(ACB)
Les aires des trois triangles semblables AHC, CHB et ACB, portées par les côtés AC, CB et AB, sont proportionnelles aux carrés de ces côtés. L'égalité précédente donne donc le théorème de Pythagore, en simplifiant par le coefficient de proportionnalité :
AC2 + BC2 = AB2.
Cette démonstration n'est cependant pas exactement celle du livre VI des Éléments, même si elle n'utilise que des résultats de l'exposé euclidien disponibles à la proposition 31.

#### Par AB = AH + HB
Dans sa démonstration de la proposition 31, Euclide utilise directement :
AB = AH + HB
en montrant que AH est, relativement à AB, comme le carré de AC relativement à celui de AB, de même que HB est, relativement à AB, comme le carré de CB relativement à celui de AB d'où le résultat. En détaillant, et modernisant, les triangles HAC et CAB sont semblables donc :
AH/AC = AC/AB, soit AH×AB = AC2. (1)
De même, les triangles HCB et CAB étant semblables :
HB/CB = CB/AB, soit HB×AB = BC2. (2)
Comme AB = AH + HB, en additionnant (1) et (2), on obtient :AB2 = AC2 + BC2.

### Selon Euclide, livre I

Figure pour la démonstration d’Euclide, dite parfois « du moulin à vent ».

La démonstration présentée par Euclide dans le livre I des Éléments s’appuie sur les précédentes propositions, en particulier la proposition 4 — en termes modernes deux triangles ayant un angle de même mesure entre deux côtés de mêmes longueurs sont isométriques — et la proposition 41 du livre I sur aire d'un triangle :

« Si un parallélogramme et un triangle ont une même base, et sont entre mêmes parallèles ; le parallélogramme sera [d’aire] double du triangle. »

Sur les côtés d’un triangle ABC rectangle en A, sont construits extérieurement des carrés BCED, ABFG et ACIH. La hauteur de ABC issue de A coupe le côté opposé [BC] en J et le segment [DE] en K.
Il s’agit de démontrer que l’aire du carré BCED est égale à la somme des aires des carrés ABFG et ACIH.
Les triangles BCF et ABD ont même angle en B (c’est-à-dire l’angle du triangle ABC augmenté d’un angle droit) et par construction, BF = AB et BC = BD. Donc les triangles BCF et ABD ont même aire. Or d’après la proposition 41, l’aire du triangle BCF vaut la moitié de celle du carré ABFG et l’aire du triangle ABD vaut la moitié de celle du rectangle BDKJ. Donc le carré ABFG et le rectangle BDKJ ont même aire.
De même, les triangles BCI et ACE ont même angle en C avec les égalités AC = CI et BC = CE donc ils ont même aire, donc d’après la proposition 41, le carré ACIH a même aire que le rectangle CEKJ.
Finalement, le carré BCED se décompose en deux rectangles BDKJ et CEKJ, dont les aires sont celles de ABFG et ACIH respectivement, ce qui termine la démonstration.
Pappus d'Alexandrie donne une démonstration de son théorème sur les aires, pour un triangle quelconque sur les côtés duquel sont construits des parallélogrammes, qui fournit, en la particularisant au triangle rectangle sur les côtés duquel sont construits des carrés, une démonstration du théorème de Pythagore alternative à celle d'Euclide, qui utilise des parallélogrammes plutôt que des triangles, et qui pourrait s'insérer au même endroit de l'exposé euclidien.

### Par le puzzle deGougu
Le théorème de Gougu,, de gou (base) et gu (hauteur), est reconstitué d’après les commentaires du mathématicien chinois Liu Hui (IIIe siècle apr. J.-C.) sur le Jiuzhang suanzhu (九章算術), « Les Neuf Chapitres sur l'art mathématique » (206 av.–220 apr. J.-C.), et le Zhoubi Suanjing (周髀算經), « Le Classique mathématique du Gnomon des Zhou » (un livre d’astronomie). Le neuvième chapitre du livre Les neuf chapitres, classique mathématique de la Chine ancienne, s’ouvre sur un énoncé du théorème de Pythagore avec le commentaire laconique : « la base multipliée par elle-même fait un carré vermillon, la hauteur multipliée par elle-même un carré bleu-vert et l’on fait en sorte que ce qui entre et ce qui sort se compense l’un l’autre (...) alors (...) on engendre par réunion l’aire du carré de l’hypoténuse ». Cette preuve utilise le principe du puzzle : deux surfaces égales après découpage fini et recomposition ont même aire. Euclide, dans sa propriété de cisaillement, utilise le même principe.
L’absence d’illustration associée à ce commentaire réduit les historiens à émettre des conjectures pour sa reconstitution. Le dessin ci-contre est proposé par Jean-Claude Martzloff d’après une édition de 1892 des Neuf chapitres. Le triangle rectangle y est tracé en gras, le carré de la hauteur a été tracé à l’extérieur du triangle, le carré de la base et celui de l’hypoténuse sont tournés vers le triangle. Les parties des carrés des côtés de l’angle droit qui dépassent du carré de l’hypoténuse ont été découpées et replacées à l’intérieur de ce carré. Le triangle rouge est égal au triangle de départ. Le triangle jaune a pour grand côté de l’angle droit le petit côté du triangle de départ et a mêmes angles que le triangle initial. Le triangle bleu a pour grand côté de l’angle droit la différence des côtés du triangle initial et a mêmes angles que le triangle initial.
Karine Chemla appuie plutôt son raisonnement sur une figure fondamentale associée au texte du Zhoubi Suanjing et formée d’un triangle 3-4-5 dans laquelle on peut lire de nombreuses relations liant les trois côtés du triangle rectangle. Elle interprète le commentaire de Liu Hui comme une nouvelle lecture de la figure fondamentale avec déplacement des 3 pièces 1-2-3 de l’extérieur du carré dans le carré de l’hypoténuse.
|  |  |  |

Quant à Li Jimin, il attribue au Zhoubi Suanjian la paternité de la première démonstration, il s’appuie lui aussi sur la figure fondamentale et fait pivoter les triangles (1-2) et 3 sur leur pointe pour les installer dans le carré de l’hypoténuse. Un tel découpage, avec pivotement des deux triangles, apparaît également en Europe au XIXe siècle chez George Biddell Airy et Philip Kelland.

Une animation, qui n'a pas de prétention historique, pour une preuve par réarrangement issue d'un livre de mathématiques japonais du XIXe siècle.

### Par le produit scalaire
Cette preuve s'inscrit dans un contexte tout à fait différent. Dans un espace vectoriel euclidien, les définitions mêmes de la norme, du produit scalaire et de l'orthogonalité sont déjà d'une certaine façon associées à une forme du théorème de Pythagore (voir ci-dessus).
Par bilinéarité du produit scalaire, pour deux vecteurs quelconques {\displaystyle {\vec {u}}} et {\displaystyle {\vec {v}}} :
{\displaystyle \|{\vec {u}}+{\vec {v}}\|^{2}=({\vec {u}}+{\vec {v}})\cdot ({\vec {u}}+{\vec {v}})=\|{\vec {u}}\|^{2}+\|{\vec {v}}\|^{2}+2{\vec {u}}\cdot {\vec {v}}},
soit :
{\displaystyle \|{\vec {u}}+{\vec {v}}\|^{2}=\|{\vec {u}}\|^{2}+\|{\vec {v}}\|^{2}\Longleftrightarrow {\vec {u}}\cdot {\vec {v}}=0},
ce qui, en définissant l'orthogonalité de deux vecteurs par la nullité de leur produit scalaire, fournit une version vectorielle du théorème de Pythagore (et de sa réciproque).
Dans un espace affine euclidien la longueur AB d'un segment [AB] est la norme du vecteur {\displaystyle {\overrightarrow {AB}}}. Les vecteurs portés par les côtés d’un triangle ABC vérifient la relation de Chasles :
{\displaystyle {\overrightarrow {AB}}={\overrightarrow {AC}}+{\overrightarrow {CB}}}
et le résultat précédent donne :
{\displaystyle AB^{2}=AC^{2}+CB^{2}+2{\overrightarrow {AC}}\cdot {\overrightarrow {CB}}=AC^{2}+CB^{2}-2{\overrightarrow {CA}}\cdot {\overrightarrow {CB}}} 
soit :
{\displaystyle AB^{2}=AC^{2}+CB^{2}\Longleftrightarrow {\overrightarrow {CA}}\cdot {\overrightarrow {CB}}=0},
autrement dit le théorème de Pythagore et sa réciproque, quand l'orthogonalité est définie par la nullité du produit scalaire.

### Par une série géométrique de triangles semblables
Une preuve due à John Arioni utilise la formule de la somme d'une suite géométrique convergente. On visualise à l'intérieur du triangle rectangle une série illimitée de triangles semblables. En appliquant la loi d'égalité des rapports, on calcule la hauteur h = ab/c, puis la longueur du premier segment b1 sur le grand côté adjacent noté b : b1 = ha/c = ba2/c2. Pour aller au segment suivant b2, il faut faire deux transformations de triangles avec un rapport de côtés égal à b/c donc le coefficient est : r = b2/c2. C'est toujours le même rapport pour les segments suivants. Comme ce nombre est inférieur à 1, rn tend vers zéro quand n tend vers l'infini. La suite géométrique est donc convergente de raison r et de premier terme ba2/c2, d'où la formule pour la somme b1(1 – rn)/(1 – r) et la limite de cette somme : b = (ba2/c2)/(1 – b2/c2) = ba2/(c2 – b2), ce qui donne : c2 – b2 = a2.

Preuve des deux lycéennes

Cette idée est employée aussi par les deux étudiantes américaines Calcea Johnson et Ne'Kiya Jackson dans leur preuve n°1 où elles utilisent aussi la loi des sinus. Dans leurs autres preuves, elles n'utilisent par contre pas la suite géométrique mais les formules trigonométriques d'addition ou de soustraction d'angles. Le point commun de leurs démonstrations est la construction d'un triangle rectangle avec pour angles les mesures 2α et β – α. Dans leur preuve n°1 le premier segment du côté adjacent X de ce grand triangle vaut 2ac/b et le deuxième segment de l'hypoténuse Y vaut 2a2c/b2. Le coefficient pour aller d'un segment à l'autre est égal à a2/b2 pour les deux côtés. Par la même méthode que précédemment on a donc : X = (2ac/b)/(1 – a2/b2) = 2acb/(b2 – a2) et Y = c + (2a2c/b2)/(1 – a2/b2) = c + 2a2c/(b2 – a2) = c(b2 + a2)/(b2 – a2). Par conséquent : X/Y = 2ab/(a2 + b2). Or la loi des sinus donne aussi dans le triangle ABD : X/Y = sin(2α) = 2asinβ/c = 2ab/c2. D'où a2 + b2 = c2.

### Par les formules trigonométriques
Il existe plusieurs démonstrations qui utilisent les formules trigonométriques de soustraction ou d'addition d'angles dont celle de Jason Zimba. Toute preuve trigonométrique était pourtant considérée comme impossible. Dans leur deuxième preuve les deux étudiantes construisent un triangle ACD en prolongeant non-pas la ligne du côté c mais celle du côté a. Elles proposent d'abord de calculer le côté CD noté x en utilisant la loi des sinus et les formules trigonométriques, puis le côté BD noté y pour ensuite appliquer une nouvelle fois la loi des sinus et les formules trigonométriques dans le triangle ABD : {\displaystyle {\frac {\sin(\beta -\alpha )}{b}}={\frac {\sin(2\alpha )}{x}}\Rightarrow {\frac {\sin \beta \cos \alpha -\cos \beta \sin \alpha }{b}}={\frac {2\cos \alpha \sin \alpha }{x}}} {\displaystyle \Rightarrow {\frac {(b^{2}-a^{2})/c^{2}}{b}}={\frac {2ab/c^{2}}{x}}\Rightarrow x={\frac {2ab^{2}}{b^{2}-a^{2}}}\Rightarrow y=x-a={\frac {2ab^{2}-ab^{2}+a\times a^{2}}{b^{2}-a^{2}}}={\frac {a(a^{2}+b^{2})}{b^{2}-a^{2}}}}{\displaystyle {\frac {\sin(\beta -\alpha )}{c}}={\frac {\sin \alpha }{y}}\Rightarrow {\frac {b^{2}-a^{2}}{c\times c^{2}}}={\frac {a(b^{2}-a^{2})}{ac(a^{2}+b^{2})}}\Rightarrow {\frac {b^{2}-a^{2}}{c^{2}}}={\frac {b^{2}-a^{2}}{a^{2}+b^{2}}}\Rightarrow a^{2}+b^{2}=c^{2}}

### Visualisation par des méthodes physiques

Illustration du théorème de Pythagore avec des réservoirs de liquides.

Le théorème de Pythagore étant un théorème portant sur des aires, celles des carrés dont les bases sont les côtés du triangle, on peut le visualiser grâce à des réservoirs de liquide de volume proportionnel aux différentes aires. On peut alors constater que le volume du plus grand réservoir est égal à la somme des volumes des deux autres réservoirs plus petits. Il ne s'agit cependant pas d'une démonstration. On peut également citer d'autres méthodes non mathématiques, comme la méthode mécanique qui utilise un équilibre de forces,.

## Généralisations

### Pour un triangle quelconque

Notations usuelles dans un triangle quelconque.

La loi des cosinus ou théorème d'Al-Kashi donne une formule faisant intervenir les longueurs des côtés et le cosinus de l'un des angles d'un triangle quelconque. L’angle de mesure γ, le côté opposé de longueur c et les deux autres côtés de longueurs respectives a et b sont reliés par la relation :
{\displaystyle c^{2}=a^{2}+b^{2}-2\,a\,b\,\cos(\gamma )}.
Si l’angle γ est droit, son cosinus est nul et la formule se réduit à la relation du théorème de Pythagore. S'il n'est pas droit, le cosinus de l'angle γ est non nul, ce qui donne la réciproque. Cette généralisation permet de traiter des problèmes de calcul d’angles et de distances dans un triangle quelconque.

Propriété des lunules.

### Avec d'autres figures formées sur les côtés
Euclide mentionne dans les Éléments (proposition 31 du livre VI) :

« Dans les triangles rectangles, la figure construite sur l’hypoténuse est équivalente à la somme des figures semblables et semblablement construites sur les côtés qui comprennent l’angle droit. »

En appliquant cette généralisation à des demi-disques formés sur chaque côté d’un triangle rectangle, il en découle le théorème des deux lunules, selon lequel l’aire du triangle rectangle est égale à la somme des aires des lunules dessinées sur chaque côté de l’angle droit.

Le théorème de « Clairaut », dû à Pappus.

### À un triangle quelconque et à des parallélogrammes
Pappus d'Alexandrie, à la proposition 1 du livre IV de sa Collection Mathématique, donne une autre généralisation — nommée souvent en France théorème de Clairaut — valable sur un triangle quelconque, sur les côtés duquel sont construits des parallélogrammes : sur le dessin ci-contre, la somme des aires des deux parallélogrammes en gris foncé égale celle du parallélogramme en gris clair. Pappus prenait le parallélogramme BUVC, plutôt que LBCM dont il est le translaté.

### En plus grande dimension
L’hypoténuse d’un triangle rectangle pouvant se concevoir comme la diagonale d’un rectangle, une généralisation du théorème en dimension supérieure peut s’énoncer comme suit :
Dans un pavé droit, le carré de la grande diagonale est égal à la somme des carrés des dimensions du pavé.
Ce résultat est équivalent au calcul de la longueur d’un segment à partir des coordonnées cartésiennes de ses extrémités dans un repère orthonormé :
{\displaystyle AB{=}{\sqrt {(x_{B}-x_{A})^{2}+(y_{B}-y_{A})^{2}+(z_{B}-z_{A})^{2}}}}
ou, en dimension supérieure, si A est de coordonnées (xi) et B de coordonnées (x'i) :
{\displaystyle AB{=}{\sqrt {\sum _{i}(x'_{i}-x_{i})^{2}}}}.
Cette dernière formule est encore valable dans un espace de Hilbert de dimension infinie et aboutit notamment à la formule de Parseval.
Le théorème de Gua donne une autre généralisation du théorème de Pythagore dans un espace euclidien : si un tétraèdre a toutes ses arêtes orthogonales en un sommet alors le carré de l’aire de la face opposée au coin est la somme des carrés des aires des trois autres faces.

### En arithmétique: le théorème de Fermat-Wiles

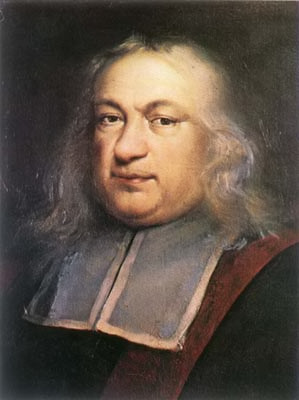
Pierre de Fermat, inspiré par le problème des triplets pythagoriciens.

La recherche exhaustive des triplets pythagoriciens est un problème arithmétique à part entière. Elle a pu être motivée par la construction de triangles rectangles dont les longueurs des côtés sont commensurables. Elle ouvre la porte à la recherche de triplets satisfaisant une équation plus générale : an + bn = cn, où l’exposant n est un entier supérieur à 2. L’absence de solution lorsque l’exposant est supérieur ou égal à 3 est la conjecture de Fermat, qui n’a été définitivement démontrée que plus de trois siècles plus tard par Andrew Wiles.

### En géométrie non euclidienne
Le théorème de Pythagore est équivalent (en admettant les autres axiomes de la géométrie) à l'axiome des parallèles, qui peut être rédigé ainsi :
Axiome des parallèles — Par un point, il passe une et une seule droite parallèle à une droite donnée.
Cela signifie que, dans les axiomes de la géométrie euclidienne, on peut remplacer l'« axiome » des parallèles par le « théorème » de Pythagore sans que les autres résultats de la géométrie soient modifiés. Les statuts d'axiome et de théorème de ces deux résultats sont alors inversés : le « théorème » de Pythagore devient un axiome (une vérité de base, indémontrable, sur laquelle s'appuie la théorie) et l'« axiome » des parallèles devient un théorème, qui peut être démontré à l'aide de Pythagore.
Dans d'autres géométries, l'axiome des parallèles est remplacé par un autre qui le contredit, et le théorème de Pythagore n'est donc plus vrai.

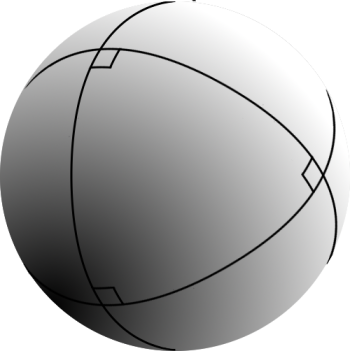
Triangle trirectangle à la surface d’une sphère, pour lequel la relation du théorème de Pythagore ne s’applique pas.

En trigonométrie sphérique, si un triangle est formé par trois arcs de grands cercles à la surface d’une sphère de rayon R et si deux de ces arcs se croisent à angle droit, la relation du théorème de Pythagore n’est plus valable, comme dans le cas du triangle équilatéral trirectangle. Elle doit être remplacée par la formule :
{\displaystyle \cos \left({\frac {c}{R}}\right)=\cos \left({\frac {a}{R}}\right)\cos \left({\frac {b}{R}}\right)}
où {\displaystyle c} est la longueur de l’arc opposé à l’angle droit.
Une relation similaire existe en géométrie hyperbolique pour une courbure constante égale à −1/R :
{\displaystyle \cosh \left({\frac {c}{R}}\right)=\cosh \left({\frac {a}{R}}\right)\cosh \left({\frac {b}{R}}\right)}
où cosh désigne la fonction cosinus hyperbolique.
Dans les deux cas, un développement limité à l’ordre 2 redonne, pour des triangles de faible dimension, la relation du théorème de Pythagore en géométrie plane.
Plus généralement, la propriété résiste mal au transfert dans d’autres géométries à cause de leur courbure :
- si la courbure est positive : {\displaystyle c^{2}<a^{2}+b^{2}} ;
- si la courbure est négative : {\displaystyle c^{2}>a^{2}+b^{2}} ;
- si la courbure est nulle : {\displaystyle c^{2}=a^{2}+b^{2}}.

Dans le cadre de la relativité générale, l’espace euclidien est remplacé par un espace courbe où les segments sont remplacés par des géodésiques.
La théorie de la relativité générale soutient que la matière et l’énergie conduisent l’espace à être non euclidien et le théorème ne s’applique donc pas strictement en présence d’énergie. Cependant, la déviation par rapport à l’espace euclidien est faible sauf auprès d’imposantes sources gravitationnelles comme les trous noirs. Déterminer si le théorème est enfreint sur d’importantes échelles cosmologiques, c’est-à-dire mesurer la courbure de l’Univers, est un problème ouvert pour la cosmologie.

### Calcul numérique
En informatique, le calcul direct de la longueur de l'hypoténuse par le théorème de Pythagore, par élévation au carré puis racine carrée de la somme, peut conduire pour des valeurs extrêmes (très grandes ou très faibles en valeur absolue) à des erreurs de dépassement ou de soupassement : l'étape intermédiaire d'élévation au carré peut mener à des résultats non représentables, par exemple pour la norme très utilisée IEEE 754, et donc à un résultat final de 0 ou « infini », alors même que le résultat final est lui-même représentable. L'algorithme de Moler-Morrisson, dérivé de la méthode de Halley, est une méthode itérative efficace qui évite ce problème.

## Culture
Le théorème de Pythagore est mentionné dans La Planète des singes, de Pierre Boulle. Le narrateur, considéré comme un animal dépourvu d’intelligence, détrompe en effet son interlocuteur en traçant une figure géométrique qui illustre le théorème.
Le chansonnier Franc-Nohain a composé un quatrain qui cite le théorème :
Le carré de l’hypoténuse

Est égal, si je ne m’abuse

À la somme des carrés

Construits sur les autres côtés.